# Индоевропейцы

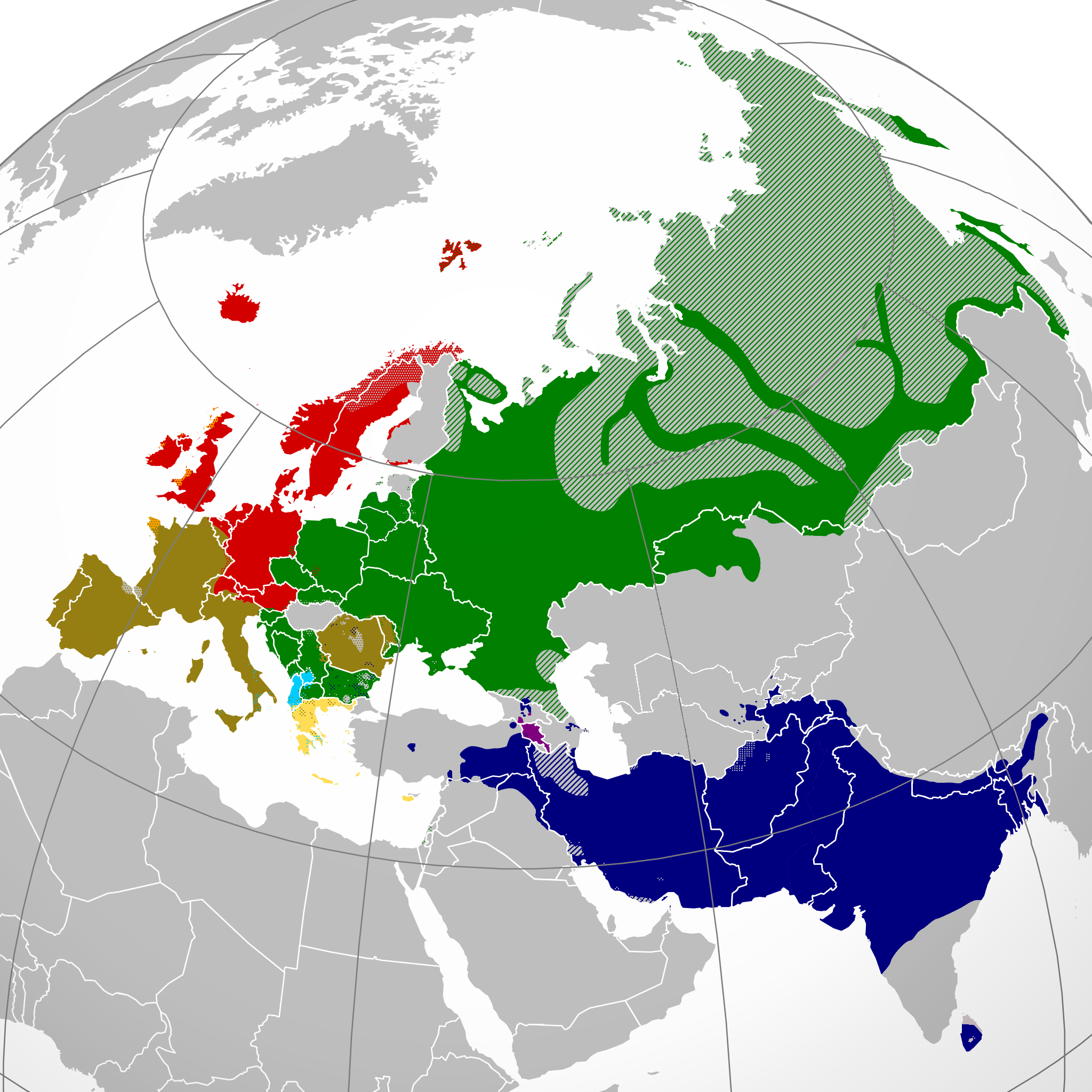
Индоевропейские языки

Индоевропе́йцы — народы-носители индоевропейских языков. Общих предков индоевропейских народов принято называть праиндоевропейцы, или также индоевропейцы.

## Наименование
Существительное «индоевропейцы» и прилагательное «индоевропейский» появились в европейской этнографической и этнолингвистической литературе в первой половине XIX века, однако долгое время в научной литературе не употреблялись, поскольку вызывали путаницу с современниками — лицами европейских национальностей (британцами, французами, португальцами, голландцами и др.), родившимися или проживавшими с раннего детства в странах на Индийском субконтиненте и в Юго-Восточной Азии, на Индокитайском полуострове и близлежащих островах Индийского и Тихого океанов (современные Индонезия, Малайзия, Цейлон), которые до середины XX века являлись колониальными владениями указанных крупнейших европейских держав. 

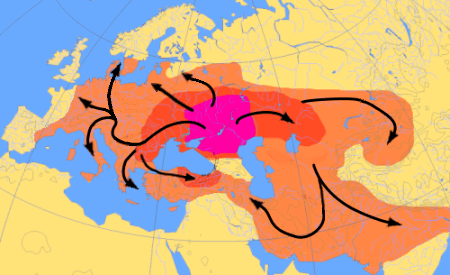
Схема миграций индоевропейцев в 4000—1000 гг. до н. э. в соответствии с «курганной гипотезой». Розовая область соответствует предполагаемой прародине индоевропейцев (самарская и среднестоговская культуры). Оранжевая область соответствует территории расселения носителей индоевропейских языков к 1000 г. до н. э.
Расширение индоевропейских народов по теории курганной гипотезы, разделенное на волны:
Ярко розовый — Первая волна (4400 г. до н. э. — 4300 г. до н. э.)
Красный — Вторая волна (3500 до н. э. — 3000 г. до н. э.)
Светло-красный — Третья волна (3000 г. до н. э. — 2800 г. до н. э.)

До второй половины XX века выражение имело довольно ограниченное хождение как в академической, так и в публицистической литературе и периодике, его ввод в научный оборот начинается после Второй мировой войны, с целью замены более ранних терминов «арии», «арийские племена» и «арийские народы», которые были дискредитированы их активным использованием немецкими нацистами для обоснования расовых доктрин нацистской Германии (в межвоенный период произошла своего рода «приватизация» указанных научных понятий применительно к одной этнической группе, в данном случае, к германским народам, что и заставило историков и этнографов искать им замену, которой и стало понятие «индоевропейцы»).
До конца 1940-х годов этот эквивалент ещё не был широко употребляемым, и в Британской энциклопедии 1947 года издания индоевропейцы (Indo-Europeans) и арии (Aryans) всё ещё употребляются как синонимы. Выражение было популяризировано в академических кругах Арнольдом Дж. Тойнби (в частности, в его труде «Постижение истории»).

## Современные и древние представители
К балтам относятся современные латыши и литовцы, а также ассимилировавшиеся пруссы, жемайты, латгалы, ятвяги, курши, голядь и др.
Современные германские народы — это австрийцы, англичане, датчане, голландцы, исландцы, немцы, норвежцы, фризы, шведы, фарерцы, ассимилировавшиеся готы, вандалы, даны, франки, бургунды, лангобарды и другие древнегерманские племена.
К славянам относятся современные белорусы, болгары, босняки, лужичане, македонцы, поляки, русские, сербы, словенцы, словаки, украинцы, русины, черногорцы, хорваты и чехи, в настоящее время онемеченные полабские, поморские славяне, а также ассимилировавшиеся кривичи, вятичи, радимичи, дреговичи, словене, поляне, древляне, уличи и другие древнеславянские племена.
К индоарийским народам относятся хиндустанцы, бенгальцы, панджабцы, раджастханцы, цыгане, предположительно — меоты, тавры и синды (все три — исчезнувшие) и др.
Иранское происхождение имеют персы, таджики, пуштуны, талыши, таты, мазендеранцы, гилянцы, курды, белуджи, ягнобцы, дарды, памирские народы (язгулямцы, рушанцы, бартангцы, шугнанцы, сарыкольцы, ваханцы, ишкашимцы, мунджанцы и йидга), осетины, нуристанцы, ясы, калаши; ассимилировавшиеся с этносами других групп — тохары, юэчжи (или кушаны в различных источниках), эфталиты (предположительно), скифы, саки (массагеты), хорезмийцы, сарматы, савроматы, бактрийцы, согдийцы, киммерийцы (предположительно), мидийцы, парфяне, аланы и роксоланы.
Анатолийскими народами были древние хетты, лувийцы, лидийцы, ликийцы, сидеты, карийцы, палайцы, писидийцы и мушки.
Армяне представляют отдельную ветвь индоевропейских народов.
К италикам относились оски, умбры, вольски, пицены, сабины, фалиски, эквы, вестины, сикулы, лузитаны (спорно), венеты (спорно), марруцины, самниты, а также латины (частью которых были римляне), от языка которых в свою очередь происходят романские языки, включающие итальянский, французский, провансальский, ретороманский, испанский, каталонский, португальский, румынский, молдавский языки и др.
Близкородственными по языку и материальной культуре грекам в древности были племена фригийцев и древних македонцев (исчезнувшие).
Потомками древних кельтов являются шотландские гэлы, ирландцы, бретонцы, мэнцы, валлийцы, ассимилировавшиеся галлы, галаты, гельветы и др.
Потомками иллирийцев или фракийцев, возможно, являются современные албанцы, а фракийских племён гетов, даков и одрисов — романоязычные румыны и молдаване.
По теории, которую, в частности, поддерживал крупный советский и российский лингвист С. Старостин, индоевропейские языки относятся к макросемье ностратических языков.

## Происхождение индоевропейцев

Анимированная карта индоевропейских миграций в Евразии (Европа, Западная Азия, Центральная, Южная, Сибирь и Индия) по теории курганной гипотезы

Модели происхождения индоевропейцев можно условно разделить на европейские и азиатские. Из европейских наиболее распространённая среди лингвистов и археологов курганная гипотеза предполагает, что прародиной индоевропейцев была территория Северного Причерноморья в междуречье Днепра и Волги, а сами они представляли собой полукочевое население степных районов современных востока Украины и юга России, жившее в этих местах в V—IV тыс. до н. э. С предками индоевропейцев обычно идентифицируется население, относящееся к среднестоговской, самарской и ямной культурам. В дальнейшем в связи с переходом этих племён к бронзовому веку и приручением лошади начались интенсивные миграции индоевропейских племён в различных направлениях. При этом происходила языковая ассимиляция индоевропейцами местного доиндоевропейского населения (см. Старая Европа), что приводило к тому, что современные носители индоевропейских языков значительно различаются по расово-антропологическому типу.
В эпоху Великих географических открытий и последовавшей за ними массовой европейской колонизации индоевропейские языки распространились в Америке, Южной Африке, Австралии, Новой Зеландии, других районах, и, за счёт русской колонизации, значительно расширили свой ареал в Азии.
Однако существуют полярные мнения разных историков на вопрос происхождения индоевропейского языка и культуры.

## Гипотезы прародины

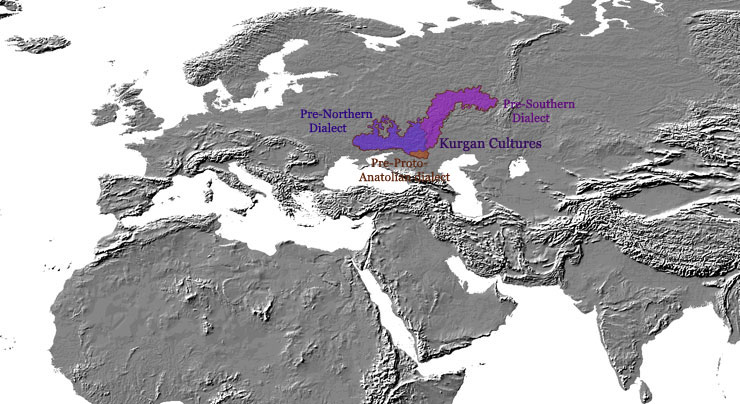
Гипотетическая индоевропейская родина: Курганная гипотеза, в соответствии с М. Гимбутас. Занятая площадь около 4000 г. до н. э.

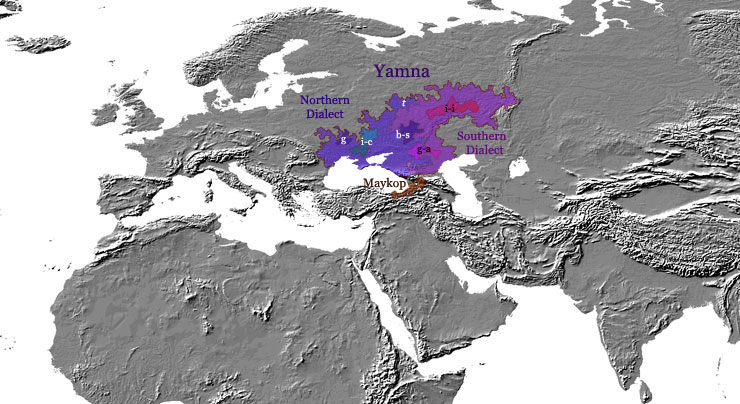
Культура Ямная. Занятая площадь около 3000 г. до н. э.

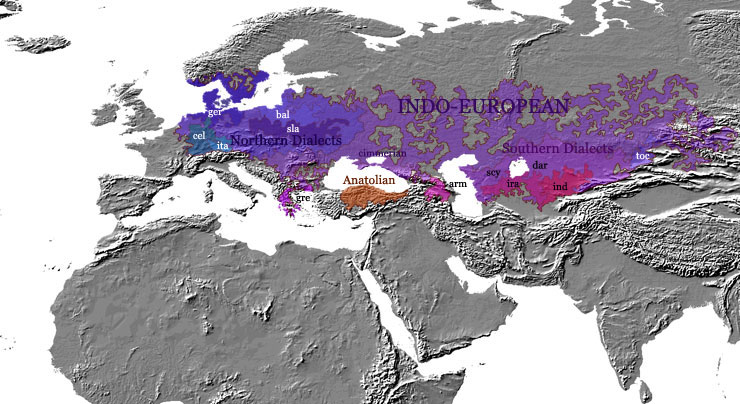
Занятая площадь около 2000 года до нашей эры. Индоевропейские диалекты стали более дифференцированными и начинают становиться протоязыками. Площадь культуры Тувбекера более или менее совпадает с северными диалектами. Диалект индоевропейского верхнего слоя Митанни нигде не показан и не может быть результатом распада индо-иранской языковой семьи в этот период

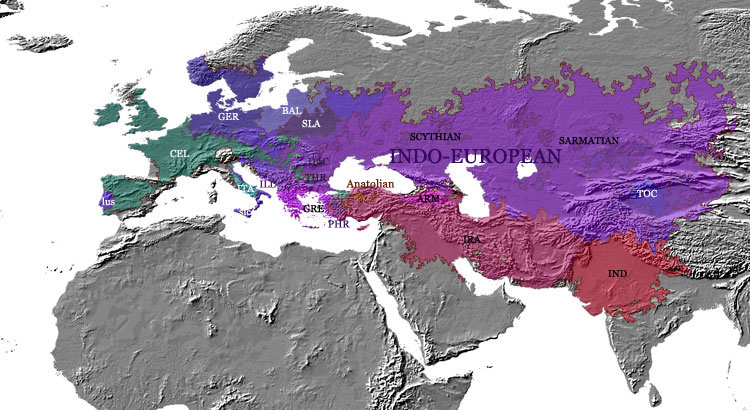
Занятая площадь около 500 г. до н. э. Однако проблема со многими картами состоит в том, что области легко интерпретировать как одноязычные, в то время как языковые границы в действительности могут быть размытыми, а отдельные — двуязычными (и поэтому могут также говорить на неиндоевропейском языке). Вероятно, есть также много индоевропейских языков и диалектов, которые нам совершенно неизвестны, что делает карту (и родословную), вероятно, слишком простой

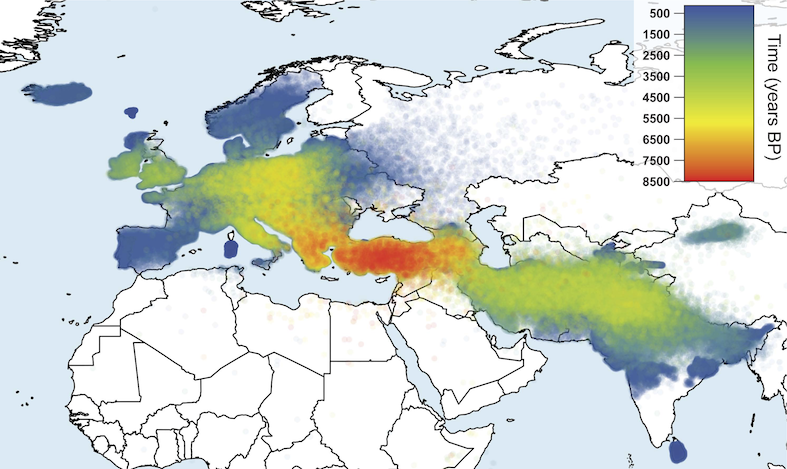
Карта, показывающая индоевропейскую экспансию из Анатолии в соответствии с расчетами Аткинсона, Грея и др.

Существует несколько гипотез, поддерживаемых авторитетными археологами, лингвистами и исследователями, поэтому вопрос индоевропейского происхождения является дискуссионным и в настоящее время ведутся многочисленные исследования, раскопки.
- Анатолийская гипотеза (Колин Ренфрю, Рассел Грей и Квентин Аткинсон)
- Армянская гипотеза (Т. В. Гамкрелидзе и Вяч. Вс. Иванов)
- Балканская гипотеза (В. А. Сафронов)
- Курганная гипотеза (Мария Гимбутас, Виктор Ген, Отто Шрадер, Фр. Кортландт, Дж. Мэллори, Д. Энтони)
- Гипотеза неолитической креолизации (Марек Звелебил)
- Теория палеолитической непрерывности (итальянский лингвист Марио Алинеи, историк Марсель Отт)

## Генетические маркеры индоевропейцев
Индоевропейцы — это общность исключительно языковая. Анализ популяций, говорящих на языках индоевропейской семьи, в сравнении с их неиндоевропейскими соседями не выявил генетических маркеров, надёжно отличающих индоевропейские популяции, что указывает на распространение индоевропейских языков по модели культурного заимствования, а не демической экспансии.
До 1960 г. археологические свидетельства культурных изменений (например, изменения в глиняной посуде) часто интерпретировались как презумпция доказательства существенной миграции. Новая археология, которая возникла в 1960-х и 1970-х годах, отклонила эту точку зрения, — принятие новых культур может произойти через торговлю или приток небольшой правящей элиты с самым минимальным или даже нулевым влиянием на генофонд.
Так, например, авторы проведённого в конце XX века исследования, опираясь, по их заявлению, в том числе на проверку Мантеля, утверждают, что в Европе Y-хромосомные различия обусловлены главным образом географически, а не лингвистически.